# Houshi Zhuangjing
Houshi Zhuangjing (kinesiska: 后石庄井乡, 后石庄井) är en socken i Kina. Den ligger i provinsen Hebei, i den norra delen av landet, omkring 240 kilometer nordväst om huvudstaden Peking.
Genomsnittlig årsnederbörd är 544 millimeter. Den regnigaste månaden är juli, med i genomsnitt 150 mm nederbörd, och den torraste är december, med 3 mm nederbörd.